# Liste deutscher Filmproduktionsgesellschaften
Die Liste deutscher Filmproduktionsgesellschaften soll Unternehmen mit Sitz in Deutschland aufführen, die federführend Filme und langjährige Fernsehserien sowie Fernsehreihen produziert haben, welche im Kino, Fernsehen oder auf bedeutenden Filmfestivals gezeigt oder im überregionalen Videohandel vertrieben wurden.

## Gründungen der Stummfilmzeit (bis 1930)
| Name                                          | Sitz     | Gründung | Auflösung | bekannte Produktionen                                                                                        |
| --------------------------------------------- | -------- | -------- | --------- | --- |
| Aafa – Althoff-Amboss-Film AG                 | Berlin   | 1921     | 1934      | Stürme über dem Mont Blanc (1930)                                                                            |
| Astra-Film                                    | Berlin   | 1916     | 1919      | |
| Berg- und Sport-Film G.m.b.H.                 | Freiburg | 1920     | 1927      | |
| Boston Film Co. mbH                           | Berlin   | 1925     | 1929      | |
| Carl Boese-Film GmbH                          | Berlin   | 1926     | 1933      | |
| Continental-Kunstfilm GmbH                    | Berlin   | 1910     | 1922      | |
| Dammann-Film GmbH                             | Berlin   | 1918     | 1924      | |
| Decla-Bioscop AG                              | Berlin   | 1919     | 1925      | Das Cabinet des Dr. Caligari (1920), Schloß Vogelöd (1921)                                                   |
| Decla-Film-Gesellschaft Holz & Co.            | Berlin   | 1915     | 1920      | |
| Deutsch-Film-Produktion (DFP)                 | Berlin   | 1929     | 1930      | |
| Deutsche Bioscop GmbH                         | Berlin   | 1903     | 1921      | |
| Deutsche Lichtbild-Gesellschaft (DLG, Deulig) | Berlin   | 1916     | 1927      | |
| DMB Deutsche Mutoskop- und Biograph GmbH      | Berlin   | 1907     | 1923      | Die Befreiung der Schweiz und die Sage vom Wilhelm Tell (1913)                                               |
| Duskes GmbH                                   | Berlin   | 1912     | 1918      | |
| Egede-Nissen-Film Comp. mbH                   | Berlin   | 1916     | 1921      | |
| Eiko-Film GmbH                                | Berlin   | 1912     | 1922      | |
| Gerhard Lamprecht-Film Produktion GmbH        | Berlin   | 1925     | 1928      | |
| Gloria-Film GmbH                              | Berlin   | 1919     | 1926      | |
| Greenbaum-Film GmbH                           | Berlin   | 1915     | 1931      | |
| Henny Porten-Froelich Produktion GmbH         | Berlin   | 1925     | 1929      | |
| Hom-Film GmbH                                 | Berlin   | 1927     | 1928      | |
| Literaria Film GmbH                           | Berlin   | 1913     | 1917      | |
| Lothar Stark-Film GmbH                        | Berlin   | 1921     | 1932      | |
| Lucifer-Film Co. GmbH                         | Berlin   | 1919     | 1924      | |
| Luna-Film GmbH                                | Berlin   | 1913     | 1921      | |
| Mars-Film GmbH                                | Berlin   | 1916     | 1919      | |
| Maxim-Film Gesellschaft Ebner & Co.           | Berlin   | 1919     | 1929      | |
| May-Film GmbH, ab 1923 AG                     | Berlin   | 1915     | 1931      | |
| Messter Film GmbH                             | Berlin   | 1913     | 1920      | Tirol in Waffen (1913/1914)                                                                                  |
| Münchner Lichtspielkunst AG (Emelka)          | München  | 1919     | 1932      | Die Leuchte Asiens (1925), Irrgarten der Leidenschaft (1925), Die verkaufte Braut (1932)                     |
| Nero-Film AG                                  | Berlin   | 1927     | 1933      | Die Büchse der Pandora (1929), M – Eine Stadt sucht einen Mörder (1931), Das Testament des Dr. Mabuse (1933) |
| Ossi Oswalda-Film                             | Berlin   | 1921     | 1924      | |
| Phoebus Tonfilm-Produktions GmbH              | Berlin   | 1926     | 1933      | |
| Phoebus-Film AG                               | Berlin   | 1926     | 1929      | |
| Prana Film                                    |          | 1921     | 1922      | Nosferatu – Eine Symphonie des Grauens (1922)                                                                |
| Projektions-AG „Union“ (PAGU)                 | Berlin   | 1907     | 1924      | |
| Prometheus Film-Verleih und Vertriebs GmbH    | Berlin   | 1926     | 1931      | Mutter Krausens Fahrt ins Glück (1929)                                                                       |
| Reinhold-Schünzel-Film GmbH                   | Berlin   | 1926     | 1929      | |
| Richard Eichberg-Film GmbH                    | Berlin   | 1915     | 1937      | |
| Richard Oswald-Produktion GmbH                | Berlin   | 1926     | 1931      | |
| SÜDFILM GmbH                                  | Berlin   | 1924     |           | |
| Terra Film                                    | Berlin   | 1919     | 1945      | |
| Treumann-Larsen-Film-Vertriebs-GmbH           | Berlin   | 1912     | 1922      | |
| Trianon-Film GmbH                             | Berlin   | 1923     | 1931      | |
| Universum Film AG (UFA)                       | Berlin   | 1917     |           | Die Nibelungen (1922/24), Metropolis (1927)                                                                  |
| Vera-Filmwerke                                | Hamburg  | 1915     | 1941      | Razzia in St. Pauli (1932)                                                                                   |
| Vitascope GmbH                                | Berlin   | 1910     | 1914      | |

## Gründungen der Tonfilmzeit (1928–1945)
Größere oder längerfristig tätige Unternehmen (mehr als 10 Filme oder Serien)
| Name                                                 | Sitz       | Gründung   | Auflösung  | bekannte Produktionen                             |
| ---------------------------------------------------- | ---------- | ---------- | ---------- | ------------------------------------------------- |
| ABC-Film GmbH                                        | Berlin     | 1933       | 1939       |                                                   |
| Algefa-Film GmbH                                     | Berlin     | 1935       | 1955       | Endstation (1935)                                 |
| Ariel-Film GmbH                                      | Berlin     | 1929       | 1938       |                                                   |
| Bavaria Film                                         | München    | 1932       |            | Das Boot (1981), Die unendliche Geschichte (1984) |
| Berlin-Film GmbH                                     | Berlin     | 1942       | 1945       |                                                   |
| Cicero-Film GmbH                                     |            | 1930       | 1935       |                                                   |
| Cine-Allianz Tonfilm GmbH                            | Berlin     | 1932       | 1941       |                                                   |
| Cinephon-Film GmbH                                   |            | 1935, 1948 | 1938, 1959 | 1935–38, 1948–59                                  |
| Deka-Film GmbH                                       | Berlin     | 1934       | 1943       |                                                   |
| Euphono-Film GmbH                                    | Berlin     | 1934       | 1941       |                                                   |
| Fabrikation deutscher Filme GmbH (FDF)               | Berlin     | 1935       | 1942       |                                                   |
| Fanal-Filmproduktion GmbH                            | Berlin     | 1932       | 1939       |                                                   |
| Georg Witt-Film GmbH                                 | Berlin     | 1932       | 1940       |                                                   |
| Itala-Film GmbH                                      | Berlin/Rom | 1930       | 1942       |                                                   |
| Klagemann-Film GmbH                                  | Berlin     | 1934       | 1941       |                                                   |
| Majestic Film GmbH                                   | Berlin     | 1931       | 1941       |                                                   |
| Minerva-Tonfilm GmbH                                 | Berlin     | 1934       | 1939       |                                                   |
| Ondra-Lamac-Film GmbH                                | Berlin     | 1930       | 1937       |                                                   |
| Prag-Film AG                                         | Prag       | 1941       | 1945       |                                                   |
| R. N.-Filmproduktion GmbH, Robert Neppach            | Berlin     | 1932       | 1936       |                                                   |
| Rolf Randolf Film GmbH                               | Berlin     | 1933       | 1941       |                                                   |
| Schulz & Wuellner Filmfabrikation und Vertriebs GmbH | Berlin     | 1931       | 1935       |                                                   |
| T. K. Tonfilm-Produktion GmbH                        | Berlin     | 1931       | 1934       |                                                   |
| Tobis                                                | Berlin     | 1927       | 1945       |                                                   |
| Tonfilm-Studio Carl Froelich & Co.                   | Berlin     | 1937       | 1941       |                                                   |

Kleinere oder kurzzeitig tätige Unternehmen
- Aco-Film, Berlin (1937–1942)
- Arnold&Richter GmbH, München (1934–1935; 1956–1958)
- Astra-Film, Herstellungs- und Vertriebs-GmbH, Berlin (1935–1941)
- Atalanta-Film GmbH, Berlin (1932–1937)
- Delta Film GmbH, Berlin (1934–1935; 1986–1992)
- Deutsche Forst-Film-Produktion GmbH (1937–1944)
- Dr. V. Badal-Filmproduktion GmbH, Berlin (1932–1936)
- Ethos-Film GmbH, Berlin (1933)
- Germania-Film GmbH, München (1937–1942)
- Gnom-Tonfilm GmbH, Berlin (1930–1934)
- Lignose Hörfilm System Breusing GmbH, Berlin (1928–1933)
- Luis Trenker-Film GmbH, Berlin (1935–1940)
- Mars-Film GmbH, Berlin (1935–1937; 1941–1945)
- Meteor-Film GmbH, Berlin (1936–1938)
- Neue Film KG Erich Engels (N. F. K.), Berlin (1935–1942)
- Neucophon-Tonfilm GmbH, Berlin (1936–1937)
- Olympia-Film GmbH, Berlin (1935–1939/1942)
- Pallas-Film GmbH, Berlin (1934–1937)
- Patria-Filmproduktions- und Vertriebs GmbH, Berlin (1933–1934)
- Paul-Filmproduktion KG, Berlin (1935–1936)
- Leni Riefenstahl Studio-Film/Riefenstahl-Film GmbH, Berlin (1931–1945)
- Rio-Film GmbH, Berlin (1932–1933)
- Tofa Tonfilm-Fabrikations GmbH, Berlin (1933–1936)
- Tonlicht-Film GmbH, Peter Ostermayr, Berlin (1935–1940)
- Victor Klein-Film GmbH, Berlin (1933–1934)
- Zentralfilmgesellschaft Ost mbH, Berlin (1941–1945)

## Gründungen 1946–1990
Größere oder längerfristig tätige Unternehmen (mehr als 10 Filme oder Serien)
| Name                                                   | Sitz               | Gründung | Auflösung | bekannte Produktionen, Anmerkung                                                                                 |
| ------------------------------------------------------ | ------------------ | -------- | --------- | --- |
| Albatros Filmproduktion                                | München            | 1977     | 1982      | |
| Alfa-Film GmbH                                         | Berlin             | 1957     | 1967      | |
| Allianz Film Produktion GmbH                           | Berlin             | 1964     | 1994      | |
| Apollo-Film-Produktion KG                              | Berlin             | 1950     | 1955      | |
| Arca-Filmproduktion GmbH                               | Göttingen          | 1953     | 1965      | u. a. Immenhof-Filme                                                                                             |
| Ariston-Film GmbH                                      | Grünwald           | 1953     | 1956      | |
| Avista Film Herbert Rimbach                            | München            | 1984     |           | |
| Ballentin Video Film- und TV-Produktion                | Wiesbaden          | 1989     |           | |
| Berliner Union-Film                                    | Berlin             | 1964     |           | |
| Berolina-Film GmbH                                     | Berlin             | 1948     | 1959      | |
| Bioskop-Film GmbH                                      | München            | 1973     |           | |
| Caligari Film- und Fernsehproduktions GmbH             | München            | 1986     |           | |
| Camera-Filmproduktion GmbH                             | Hamburg            | 1946     | 1951      | |
| Carlton Film GmbH                                      | München            | 1949     | 1962      | |
| CCC Filmproduktion GmbH                                | Berlin             | 1946     |           | Es geschah am hellichten Tag (1958), Das Geheimnis der schwarzen Handschuhe (1970), Hitlerjunge Salomon (1990)   |
| Central-Europa-Film GmbH                               | Berlin             | 1950     | 1957      | |
| Constantin Film Produktion GmbH                        | München            | 1976     |           | Der Untergang (2004)                                                                                             |
| Corona Filmproduktion GmbH                             | München            | 1954     | 1980      | |
| CTV 72 Film- und Fernsehproduktion GmbH                | München            | 1973     | 1987      | |
| DEFA                                                   | Potsdam-Babelsberg | 1946     | 1990      | volkseigenes Filmunternehmen der DDR; Die Mörder sind unter uns (1946), Drei Haselnüsse für Aschenbrödel (1973)  |
| Deutsche Film Hansa GmbH & Co. (DFH)                   | Hamburg            | 1957     | 1960      | |
| Dieter Geissler Filmproduktion GmbH                    | München            | 1972     | 1994      | |
| Eikon Film- und Fernsehproduktion gGmbH                | München            | 1960     |           | |
| Filmaufbau GmbH                                        | Göttingen          | 1948     | 1964      | |
| Fono-Film GmbH                                         | Berlin             | 1953     | 1969      | |
| Franz Seitz Filmproduktion                             | München            | 1956     | 1991      | |
| Fritz Genschow Filmproduktion                          | Berlin             | 1953     | 1957      | |
| Georg Witt Film GmbH                                   | Grünwald           | 1948     | 1960      | |
| Happy Endings Film                                     | Aachen             | 1988     |           | |
| Hallelujah-Film GmbH                                   | München            | 1969     | 1995      | |
| Independent Film GmbH                                  | Berlin             | 1963     | 1969      | |
| Janus Film und Fernsehen GmbH                          | Frankfurt          | 1969     | 1980      | |
| Junge Film-Union                                       | Hamburg            | 1947     | 1951      | |
| Kinowelt AG                                            | Göttingen          | 1984     | 2001      | Der englische Patient (1996)                                                                                     |
| KG Divina-Film GmbH & Co.                              | München            | 1953     | 1983      | |
| König-Film GmbH                                        | Grünwald           | 1949     | 1957      | |
| Kurt Ulrich Film GmbH                                  | Berlin             | 1957     | 1963      | |
| Lichtblick Filmproduktion GmbH                         | Hamburg            | 1988     |           | |
| Lisa Film GmbH                                         | München            | 1964     |           | Banana Joe (1982)                                                                                                |
| Luis Trenker-Film GmbH                                 | München            | 1949     | 1979      | |
| medias ohg verlag und produktion                       | Seligenstadt       | 1987     |           | Der kleine Prinz (2015)                                                                                          |
| megaherz film und fernsehen GmbH                       | München            | 1983     |           | |
| Melodie-Film GmbH                                      | Berlin             | 1952     | 1965      | |
| Moser + Rosié Film GmbH                                | Berlin             | 1968     | 2013      | |
| Neue Constantin Film Produktion GmbH                   | München            | 1982     | 1994      | |
| neue deutsche Filmgesellschaft mbH                     | München            | 1947     |           | |
| NFP Neue Film Produktion GmbH                          | Wiesbaden, Berlin  | 1956     |           | |
| Norddeutsche Filmproduktion GmbH                       | Hamburg            | 1949     | 1999      | |
| Olga Film GmbH                                         | München            | 1974     |           | Doris Dörries Männer (1984), Sönke Wortmanns Der bewegte Mann (1994), Bandits (1997) oder Mädchen Mädchen (2001) |
| Omega-Film GmbH                                        | Berlin             | 1954     | 1961      | |
| Ottokar Runze Filmproduktion                           | Berlin             | 1973     | 1996      | |
| Parnass-Film GmbH                                      | München            | 1964     | 1970      | |
| Perathon Film und Fernseh GmbH                         | Grünwald           | 1988     |           | |
| Peter Schamoni Filmproduktion                          | München            | 1960     |           | |
| Piran-Film + Televisions GmbH                          | Stuttgart          | 1961     | 1965      | |
| Pro-ject Filmproduktion im Filmverlag der Autoren GmbH | München            | 1977     | 1995      | |
| Provobis Gesellschaft für Film und Fernsehen mbH       | Berlin             | 1961     |           | |
| Rapid-Film GmbH                                        | München            | 1953     | 1984      | |
| Real-Film KG                                           | Hamburg            | 1960     | 1962      | |
| Rex-Film Bloemer & Co                                  | Berlin             | 1946     | 1962      | |
| Rhombus-Film GmbH                                      | München            | 1952     | 1959      | |
| Rialto Film GmbH                                       | Berlin             | 1962     |           | |
| Road Movies Filmproduktion GmbH                        | Berlin             | 1976     |           | |
| Roxy-Film GmbH & Co. KG                                | München            | 1957     |           | |
| Schongerfilm                                           | Inning am Ammersee | 1947     | 1972      | |
| Senator Film Produktion                                | Berlin             | 1975     |           | |
| Sentana Filmproduktion GmbH                            | Grünwald           | 1967     | 1993      | |
| Studio Hamburg Serienwerft GmbH                        | Hamburg            | 1974     |           | |
| Tango-Film                                             | München            | 1971     | 1982      | |
| Terra Filmkunst                                        | Berlin             | 1961     | 1980      | |
| TMS Film GmbH                                          | München            | 1968     | 1995      | |
| Trio-Film GmbH                                         | Duisburg           | 1975     | 1983      | |
| Tobis Filmkunst GmbH & Verleih KG                      | Berlin             | 1965     | 2000      | Pappa ante portas (1991)                                                                                         |
| TVN Group Holding GmbH & Co. KG                        | Hannover           | 1983     |           | Ein Tochterunternehmen der Madsack Mediengruppe.                                                                 |
| Willy Zeyn Film GmbH                                   | München            | 1948     | 1960      | |
| Ziegler Film GmbH & Co KG                              | Berlin             | 1973     |           | Ich dachte, ich wäre tot (1973)                                                                                  |

Kleinere oder kurzzeitig tätige  Unternehmen
- Antiteater-X-Film GmbH, Feldkirchen (1969–1970)
- Ascot Film GmbH, Berlin (1982–1990)
- Astra-Filmkunst GmbH, München (1958–1962)
- Capitol-Film GmbH, Berlin (1953–1955)
- Comedia-Filmgesellschaft mbH (kurz Comedia-Film), Geiselgasteig, Berlin (1948–1949)
- Hans Domnick Filmproduktion GmbH, Wiesbaden (1955–1971)
- Independent Film Heinz Angermeyer GmbH, München (1973–1981)
- Meteor-Film GmbH, Wiesbaden (1950–1956)
- Multivision Hamburg GmbH, Hamburg (seit 1987)
- Oase-Film GmbH, Essen (1978–1987)
- Peter Ostermayr-Film KG, München (1955–1958)
- Pontus-Film Fritz Kirchhoff, Hamburg (1948–1952)
- Studio 45-Film GmbH, Berlin (1946–1947)

## Gründungen seit 1990
Größere oder längerfristig tätige Unternehmen (mehr als 10 Filme oder Serien)
| Name                                                         | Sitz                             | Gründung | Auflösung | Bekannte Produktionen                                            |
| ------------------------------------------------------------ | -------------------------------- | -------- | --------- | ---------------------------------------------------------------- |
| Askania Media                                                | Potsdam                          | 1997     | 2016      | Schloss Einstein, Allein gegen die Zeit                          |
| Boje Buck Produktion                                         | Berlin                           | 1991     |           | Karniggels (1991)                                                |
| Claussen+Wöbke+Putz Filmproduktion GmbH                      | Grünwald                         | 1993     |           | Die Vampirschwestern (2012)                                      |
| Colonia Media / Bavaria Fernsehproduktion Niederlassung Köln | Köln                             | 1997     |           |                                                                  |
| Egoli Tossell Film                                           | Berlin                           | 2000     |           | Flammend’ Herz                                                   |
| Filmpool Entertainment                                       | Hürth                            | 2012     |           |                                                                  |
| Filmpool Fiction                                             | Köln                             | 2012     |           |                                                                  |
| Kinderfilm                                                   | Erfurt                           | 2000     |           |                                                                  |
| Kinowelt, seit 2011: Studiocanal GmbH                        | Leipzig, Berlin                  | 2003     |           |                                                                  |
| Komplizen Film                                               | München                          | 1999     |           | Alle anderen (2009), Schlafkrankheit (2011), Toni Erdmann (2016) |
| LOOKSfilm                                                    | Leipzig, Berlin, Hannover, Halle | 1995     |           |                                                                  |
| Network Movie                                                | Köln/Hamburg                     | 1998     |           |                                                                  |
| Pantaleon Films                                              | München                          | 2011     |           | Der geilste Tag (2016)                                           |
| Rat Pack Filmproduktion                                      | München                          | 2002     |           |                                                                  |
| Real Film Berlin                                             | Berlin                           | 2011     |           | Polizeiruf 110, Tatort, Praxis mit Meerblick                     |
| Relevant Film                                                | Hamburg                          | 1993     |           |                                                                  |
| Saxonia Media                                                | Leipzig                          | 1995     |           |                                                                  |
| Taglicht Media                                               | Köln                             | 1996     |           |                                                                  |
| U5 Filmproduktion                                            | Frankfurt am Main                | 1997     |           |                                                                  |
| X-Filme Creative Pool                                        | Berlin                           | 1994     |           |                                                                  |
| Wiedemann & Berg Filmproduktion                              | München                          | 2003     |           | Das Leben der Anderen (2006), Werk ohne Autor (2018)             |
| Wüste Filmproduktion                                         | Hamburg                          | 1990     |           |                                                                  |
| Wunderwerk                                                   | München, Hamburg                 | 2009     |           | Prinzessin Lillifee                                              |

Kleinere oder kurzzeitig tätige  Unternehmen
- 42film, Halle (seit 2004; u. a. Die Maisinsel)
- Camcore, Espelkamp, (seit 2017; Filme: Phantomschmerz (2018))
- Construction Filmproduktion, München (seit 2012)[32]
- Filmband Medienproduktion, Berlin (seit 2002; u. a.: I Want to Run, Shots)
- Filmemoker, Sulingen (seit 1996)
- Kinowelt TV, Bad Soden, (seit 2009, u. a. Die Präsenz)
- Kurhaus production, Baden-Baden (seit 2007; u. a.: Unter Nachbarn, Freier Fall)
- Little Shark Entertainment, Köln (seit 1998)
- medias ohg verlag und produktion, Hainburg (seit 2002), Hamburg (seit 2018)
- Noirfilm, Karlsruhe (seit 2002; u. a. Offset, Nacht vor Augen, Snowman’s Land)
- OVALmedia, Berlin (seit 1998)
- Palladio Film, Köln, seit 1990
- Producers at Work, Potsdam (seit 2005)
- Rohfilm, Berlin und Leipzig (seit 2005; u. a. Lunchbox)
- Rubicon Filmproduktion, Berlin (seit 2007)
- Sommerhaus Filmproduktionen, Ludwigsburg (seit 2006; u. a. Novemberkind)
- Splendid Studios, Köln (seit 1996; bis 2018: Joker Productions; u. a. Misfit)
- SteelWorX Film Production, Oberhausen (seit 2007; u. a. Kleine Morde)
- Studio Hamburg Serienwerft Lüneburg, Lüneburg (seit 2006, Telenovela Rote Rosen)
- Sutor Kolonko, Köln (seit 2010; u. a. Das Zimmermädchen Lynn)
- überRot, Dortmund (seit 2012 u. a. Pawo)
- Unfiltered Artists, Berlin (seit 2013)
- Zum Goldenen Lamm Filmproduktion, Ludwigsburg (u. a. Die zwei Leben des Daniel Shore; Parkour; Die Frau, die sich traut)